# Ali Al-Rekabi
Ali Al-Rekabi (15 de diciembre de 1986) es un luchador canadiense de lucha libre. Ganó una medalla de bronce en el Campeonato Panamericano de 2016. 